# Domingo y Gregorio de Aragón

## Biografía
Domingo y Gregorio eran dos sacerdotes de Aragón, miembros de la orden de Santo Domingo. Solo se sabe de ellos que vivían en el convento de Huesca y las circunstancias de su muerte. Predicaron en los pueblos de Huesca, Ribagorza y Barbastro, eran predicadores intinerantes y vivían de las limosnas y comidas que les ofrecían los villanos.
Un día, yendo de Besiáns a Perarrúa les sorprendió un aguacero y se refugiaron en una cueva de la peña de San Clemente,  a causa de las lluvias la cueva se hundió y allí murieron sepultados. Cuando los habitantes de la zona se percataron de que los frailes no habían llegado a su destino salieron a buscarlos y, según la tradición, unas señales les indicaron donde estaban: luces sobre el lugar de la cueva, las campanas repicando solas, etc., y así pues encontraron los cuerpos.
Los vecinos de Besians y Perarrúa no se pusieron de acuerdo sobre donde enterrar los cuerpos, ya en esos momentos los veían como santos. Así que los pusieron sobre un burro, que caminó, pasando por Perarrúa, hasta Besians, y que se detuvo en la iglesia de dicha localidad. Allí fueron sepultados y comenzaron a ser venerados como santos, ya que habían muerto al servicio de dios. En la zona son conocidos como "Os biatos" y su fiesta se celebra el 26 de abril. Era costumbre, establecida por votación, que al menos una persona de cada casa de Perarrúa y de los caseríos de la zona adyacente fuesen a Bessian el día de la festividad. Este culto popular inmemorial fue aprobado por el Papa Pío IX en 1842, abriéndose el proceso de beatificación, que acaba el 17 de agosto de 1854, siendo proclamados beatos.